# Wirtschaftskammer Vorarlberg

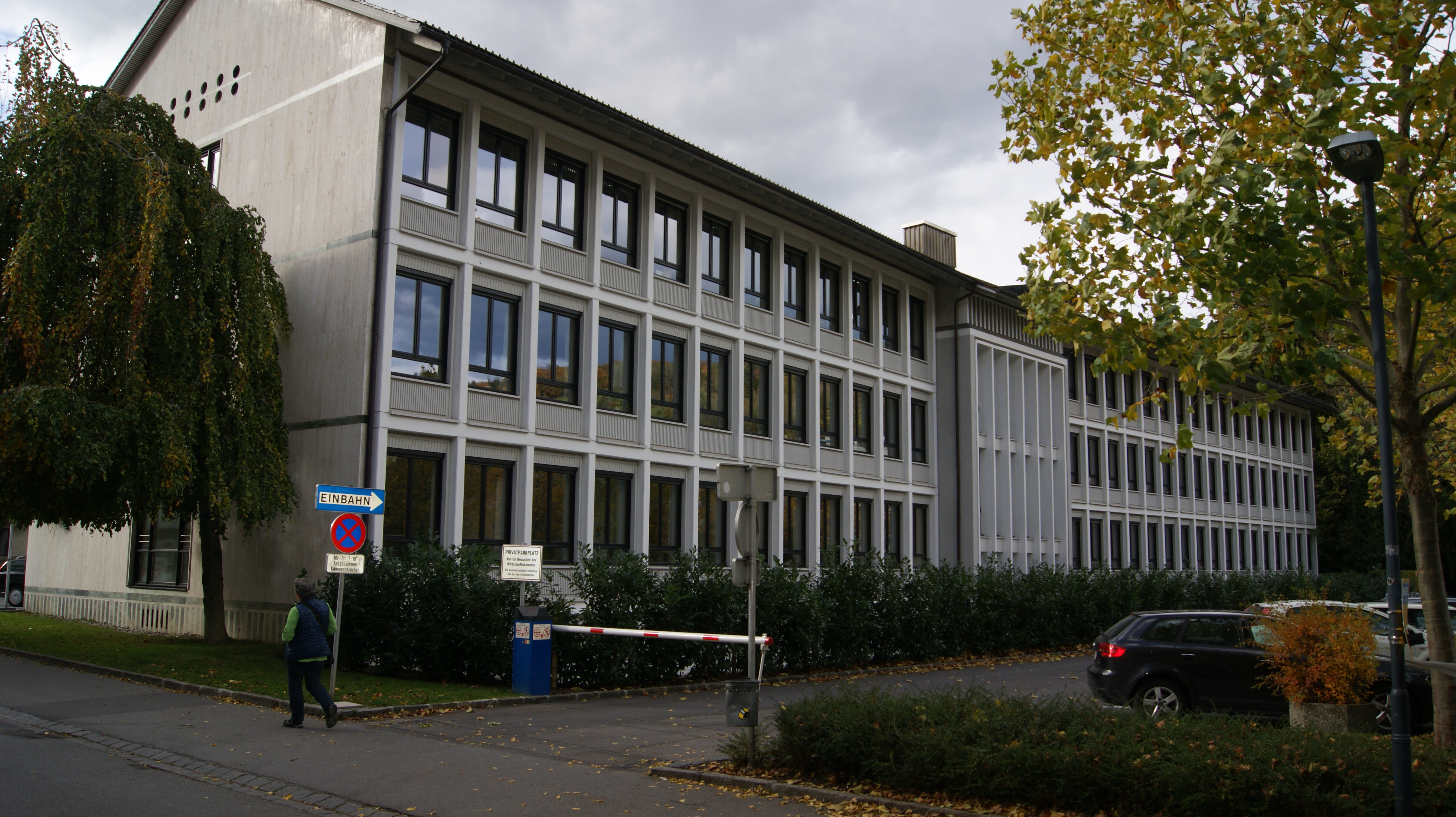
Gebäude der Wirtschaftskammer Vorarlberg in der Wichnerstrasse 6 in Feldkirch.

Die Wirtschaftskammer Vorarlberg (WKV) ist eine Selbstverwaltungskörperschaft in Form einer Berufsständischen Körperschaft („Kammer“) im Bundesland Vorarlberg in Österreich und als Landeskammer ein Teil der Wirtschaftskammer Österreich (WKÖ, früher Bundeskammer der gewerblichen Wirtschaft).
Die WKV koordiniert die Tätigkeit der gesetzlichen Interessensvertretungen der gewerblichen Wirtschaftstreibenden in Vorarlberg und ist Teil der österreichischen Wirtschaftskammerorganisation. Jedes der neun österreichischen Bundesländer hat seine eigene Wirtschaftskammer (Landeskammer), bei der aufgrund des Wirtschaftskammergesetzes alle gewerblich tätigen Wirtschaftstreibenden (mit Ausnahme der Landwirtschaft und der freien Berufe, diese haben ihre eigenen Kammern) Mitglieder sind (gesetzliche Mitgliedschaft).
Im Mittelpunkt der Aufgaben der WKV steht die Mitgestaltung der wirtschaftlichen Rahmenbedingungen. Dies wird durch Interessenvertretung, Beratungs-, Service- und Ausbildungsleistungen für die Unternehmer erreicht.
Neben der Interessensvertretung wichtige Begleitmaßnahmen liegen z. B. in den Bereichen Öffentlichkeitsarbeit und der Berufsausbildung/Fachausbildung sowie die umfassende Information und Unterstützung der Mitglieder.

## Geschichte
1850 wurde die „Vorarlberger Handelskammer“ (HKV) gegründet und ist heute nach der Wiener Handelskammer (1849) die zweitälteste in Österreich. Als erster Präsident wurde am 30. September 1850 anlässlich der konstituierenden Sitzung in Bregenz der Feldkircher Fabrikant Carl Ganahl (1807–1889) gewählt, der während seiner 39-jährigen Tätigkeit für die Handelskammer (bis 1889, mit Unterbrechung 1852–1856, in welcher Christian Mutter Präsident war) diese wesentlich geprägt und am wirtschaftlichen Fortschritt für Vorarlberg teilhatte. Der Sitz der Handelskammer wurde nach der Gründung 1850 nach Feldkirch verlegt (damals noch im Gebäude Ecke Schmiedgasse – Schlossergasse).
Vorläufer dieser Handelskammer war eine 1849 gegründeter Verein Vorarlberger Industrieller (siehe auch Österreichischen Gewerbeverein).
Mit Gesetz vom 29. Juni 1868 wurden Handels- und Gewerbekammern eingerichtet.
1869 fand unter Beteiligung der Handelskammer Vorarlberg in Schwarzach eine erste landesweite Wirtschaftsausstellung statt. 1887 fand in Bregenz eine weitere landesweite Wirtschaftsausstellung statt und 1900 in Dornbirn.
Seit der Wahlrechtsreform von 1873 wählten die Handels- und Gewerbekammern Mitglieder in das Abgeordnetenhaus. Die Handels- und Gewerbekammer für Vorarlberg in Feldkirch wählte einen Abgeordneten.
| Name                | Wahlperiode         | Anmerkung                                                                                  |
| ------------------- | ------------------- | ------------------------------------------------------------------------------------------ |
| Rudolf Ganahl       | V. LP (1873–1879)   | am 5. November 1873 angelobt, Mandatsverzicht in der Sitzung am 22. Oktober 1878 verkündet |
| Johann Georg Waibel | V. LP (1873–1879)   | am 10. Dezember 1878 angelobt                                                              |
| Johann Georg Waibel | VI. LP (1879–1885)  |                                                                                            |
| Johann Georg Waibel | VII. LP (1885–1891) |                                                                                            |
| Johann Drexel       | X. LP (1901–1907)   | am 11. Oktober 1905 verstorben                                                             |
| Heinrich Hueter     | X. LP (1901–1907)   | am 18. Dezember 1905 für Johann Drexel angelobt                                            |

1912 wurde auf Betreiben der Handelskammer ein Gewerbeförderungsinstitut gegründet, welches zum Vorläufer des Wirtschaftsförderungsinstitut wurde und 1951 von der Handelskammer übernommen wurde.
Mit dem Gesetz vom 25. Februar 1920 wurde für jedes Bundesland festgelegt, dass eine Kammer  für Handel, Gewerbe und Industrie zu errichten sei, welche an Stelle der bisherigen Handels- und Gewerbekammern tritt (§ 1 Abs. 2). Die Aufgaben der Vorarlberger Handelskammer und auch der anderen bisherigen Handelskammern wurden erheblich erweitert. Das Wahlrecht zur Kammer wurde allen Unternehmen unabhängig von der Steuerleistung zugestanden. Gleichzeitig wurde die Einrichtung des gesamtösterreichischen Kammertages geschaffen.
Mit dem Gesetz vom 14. Juli 1921 wurden die Kammern für Arbeiter und Angestellte den Kammer  für Handel, Gewerbe und Industrie gleichgestellt.
1928 wurde von der Handelskammer ein Stickereiförderungsausschuss gegründet.
Im Zuge der von 1933 bis 1938 in Österreich etablierte autoritäre, an ständestaatlichen und faschistischen Ideen orientierte Herrschaftssystem (Austrofaschismus), wurde auch die Selbstverwaltung der WKV und der anderen Länderkammern eingeschränkt und unter strenge staatliche Aufsicht gestellt. Mit dem Handelskammergesetz aus dem Jahr 1937 wurde die WKV, wie die anderen Länderkammern umgestaltet in eine Kammer für Industrie, Gewerbe, Handel, Verkehr und Finanzen, die ständestaatlich (bündisch) organisiert waren (§ 2 HKG 1937) und sich an einem „christlichen, vaterländischen, sozialen und berufsständischen Geiste mit Ausschluß jeder parteipolitischen Tätigkeit“ zu orientieren hatte und die „ständischen Sonderinteressen dem Gemeinwohl unterzuordnen“ hatten.
Im Zuge des Anschlusses Österreichs an das Dritte Reich wurden die Handelskammern einem kommissarischen Leiter unterstellt und es erfolgte die Aufnahme der WKV in eine Gauwirtschaftskammer des Gaus Tirol-Vorarlberg und die bisher schon stark beschränkte Selbstverwaltung wurde beseitigt. Die Organisation folgte räumlich den Reichsgauen von 1939 bis 1945. Diese Gauwirtschaftskammern waren Mitglieder in der Reichswirtschaftskammer.
Mit dem Gesetz vom 25. Mai 1945, betreffend die Überleitung der Gauwirtschaftskammern in Kammern für Handel, Gewerbe, Industrie, Geld- und Kreditwesen wurden durch die Provisorische Staatsregierung in Österreich die Kammern nach dem Stand vor dem Anschluss 1938 wiederhergestellt (§ 1), wobei die Bestimmungen des Gesetzes vom 25. Februar 1920 über die Kammern für Handel, Gewerbe und Industrie bis zur Erlassung eines neuen Kammergesetzes sinngemäß anzuwenden waren. Es wurde somit die Selbstverwaltung der WKV und der anderen Länderkammern weitestgehend wieder hergestellt.
Mit der Kundmachung der Provisorischen Staatsregierung vom 3. Oktober 1945 über die Aufhebung der deutschen Rechtsvorschriften auf dem Gebiete der Organisation der gewerblichen Wirtschaft und dem Handelskammergesetz (HKG) wurde der WKV (damals: Kammern der gewerblichen Wirtschaft Vorarlberg) wieder die volle Selbstbestimmung zurückgegeben. 1950 erfolgten die ersten freien Wahlen durch die Kammermitglieder.
1991 wurde das  Wahlrecht bei den Handelskammerwahlen ausgebaut durch z. B. Einführung von Vorzugsstimmen, Mitglieder-, Minderheiten- und Kontrollrechte.
1993 wurde die Finanzierung der WKO neu geregelt.
Mit dem Wirtschaftskammergesetz 1998 (WKG) wurde die Vorarlberger Länderkammer, wie die anderen Länderkammern (Handelskammern) modernisiert und erhielt die Bezeichnung „Wirtschaftskammer“ unter Beifügung eines ihren räumlichen Wirkungsbereich kennzeichnenden Zusatzes (§ 8 Abs. 1 WKG). Das Handelskammergesetz wurde dadurch abgelöst.
2005 wurde eine neue Fachorganisationsordnung durch das Wirtschaftsparlament der WKÖ beschlossen und 2008 festgelegt und bis 2010 umgesetzt.

## Rechtsgrundlage
Rechtsgrundlage der Wirtschaftskammern in Österreich ist das Bundesgesetz über die Kammern der gewerblichen Wirtschaft. Daneben bestehen eine Vielzahl von Verordnungen gemäß §§ 21 und 22 Gewerbeordnung 1994 und Satzungen/Verordnungen (z. B. Fachorganisationsordnung, Geschäftsordnung, Haushaltsordnung, Kontrollausschussordnung, Spartenordnung, Umlagenordnung, Wirtschaftskammer-Wahlordnung, Befähigungsprüfungsordnung etc.), die von allen Landeskammern und/oder der WKÖ ausgearbeitet und erlassen wurden.

## Organisation
Die Wirtschaftskammer Vorarlberg ist, wie die anderen Landeskammern, in sieben Sparten (Landessparten) gegliedert:
- Gewerbe und Handwerk
- Industrie
- Handel
- Bank und Versicherung
- Transport und Verkehr
- Tourismus und Freizeitwirtschaft
- Information und Consulting

Die Wirtschaftskammer ist im Bereich der Länderkammern nach § 1 Abs. 2 und 3 WKG in Fachgruppen (teilweise auch Landesinnung, Landesgremium oder Fachvertretungen genannt, in der Wirtschaftskammer Österreich „Fachverbände“) unterteilt, die wiederum die Interessen ihrer Mitglieder vertreten und die gewerbliche Wirtschaft und einzelne ihrer Mitglieder durch entsprechende Einrichtungen und Maßnahmen fördern.
Gemäß § 3 Abs. 1 WKG bestehen die Landeskammern, die Bundeskammer, die Fachgruppen und die Fachverbände jeweils als eigene Körperschaften öffentlichen Rechts und bilden in ihrer Gesamtheit die Wirtschaftskammerorganisation.
In der  Wirtschaftskammer Österreich und den Landeskammern gibt es zudem fachübergreifende Abteilungen für politische, organisatorische und serviceorientierte Aufgaben.

### Sitz
Die Vorarlberger Wirtschaftskammer hat ihren Sitz in Feldkirch. Sie ist heute die einzige Länderkammer der gewerblichen Wirtschaft in Österreich, die den Sitz nicht in der Landeshauptstadt hat (Landeshauptstadt in Vorarlberg ist Bregenz).

### Wirkungsbereich

#### Räumlicher Wirkungsbereich
Der räumliche Wirkungsbereich jeder Landeskammer und jeder Fachgruppe erstreckt sich auf das betreffende Bundesland (§ 6 Abs. 1 WKG). Die Länderkammern können auch Kooperationsvereinbarungen für länderübergreifende Aktivitäten vereinbaren (§ 6 Abs. 3 WKG).

#### Organisatorischer Wirkungsbereich
Die WKV hat, wie die anderen Landeskammern, einen eigenen und einen übertragenen Wirkungsbereich (§ 7 Abs. 1, § 19 WKG). Im Umfang des eigenen Wirkungsbereichs sind Weisungen staatlicher Organe ausgeschlossen, daher auch ein Instanzenzug an Verwaltungsorgane außerhalb der jeweiligen Organisationen unzulässig (§ 7 Abs. 2 WKG).
Kompetenzen des übertragenen Wirkungsbereichs der WKV und aller Landeskammern sind diejenigen Angelegenheiten der staatlichen Verwaltung, die den Länderkammern durch gesetzliche Vorschriften zur Besorgung übertragen wurden (§ 7 Abs. 3, § 20 WKG).

### Mitglieder

#### Aktive Kammermitglieder
Mitglieder der Wirtschaftskammern in den Bundesländern und deren Fachorganisationen sind nach § 2 Abs. 1 WKG alle physischen und juristischen Personen sowie sonstige Rechtsträger, die Unternehmungen des Gewerbes, des Handwerks, der Industrie, des Bergbaues, des Handels, des Geld-, Kredit- und Versicherungswesens, des Verkehrs, des Nachrichtenverkehrs, des Rundfunks, des Tourismus und der Freizeitwirtschaft sowie sonstiger Dienstleistungen rechtmäßig selbständig betreiben oder zu betreiben berechtigt sind, unabhängig davon, ob sie in der Absicht betrieben werden, einen Ertrag oder sonstigen wirtschaftlichen Vorteil zu erzielen oder nicht (§ 2 Abs. 4 WKG).

#### Ruhende Kammermitgliedschaften
Wird von einem bisherigen Fachgruppenmitglied gemäß § 93 Gewerbeordnung das Ruhen einer Berechtigung gemeldet und hat dieser keine weitere aktive Berechtigung in der gleichen Fachgruppe, wird dieses Mitglied als „Ruhend“ gezählt. Die Zahl der aktiven Mitglieder und ruhenden Mitgliedschaften ergibt die Gesamtmitgliederzahl in der WKV. Die Anzahl der ruhenden Mitgliedschaften an der Gesamtzahl der Kammermitgliedschaften betrug im Jahr 2013: 16,3 % (zum Vergleich: 1980: 12,3 %)

#### Fachgruppenmitglied
Jede Person, welche eine behördlich einschlägige Berechtigung zur Berufsausübung hat und in den Wirkungskreis einer Fachgruppe der Landeskammer fällt, wird Mitglied der betreffenden Fachgruppe. Hat eine Person mehrerer Berechtigungen, die in den Wirkungskreis verschiedener Fachgruppen fallen, wird diese Person in jeder der in Betracht kommenden Fachgruppen als Mitglied gezählt. Die Gesamtzahl der Fachgruppenmitglieder ist daher numerisch höher als jene aller Spartenmitglieder.

#### Spartenmitglieder
Kammermitglieder, die zwei oder mehrere Berechtigungen in Fachgruppen verschiedener Sparten haben, werden als Spartenmitglied in jeder Sparte gezählt der sie angehören. Die Gesamtzahl aller Spartenmitglieder ist daher numerisch höher als jene der Kammermitglieder.

#### Statistik
Die Entwicklung der Mitgliedschaft in der Vorarlberger Wirtschaftskammer (aktive Kammermitglieder und ruhende Mitgliedschaften zusammen) stellt sich wie folgt dar:
| 10.690 | 11.872 | 14.064 | 18.612 | 19.754 | 20.283 | 20.393 | 20.352 | 20.440 | 21.443 | 21.956 | 22.430 | 23.025 | 23.538 | 24.098 |
| 1970   | 1980   | 1990   | 2000   | 2003   | 2004   | 2005   | 2006   | 2007   | 2008   | 2009   | 2010   | 2011   | 2012   | 2013   |

### Funktionäre
Wie die anderen Wirtschaftskammern wird auch die Vorarlberger Wirtschaftskammer durch gewählte Funktionäre repräsentiert. Diese werden im Rahmen von alle 5 Jahre stattfindenden Wirtschaftskammerwahlen von allen aktiven Mitgliedern gewählt. Traditionell hat der Wirtschaftsbund (ÖWB), eine Teilorganisation der ÖVP, die meisten Stimmen.
Der Präsident der Wirtschaftskammer Vorarlberg war Manfred Rein bis zu seinem überraschenden Tod im April 2016. Er war Mitglied der ÖVP.
Daneben bestehen noch andere in allen Landeskammern vertretene Fraktionen wie z. B. der der SPÖ nahestehende Sozialdemokratische Wirtschaftsverband (SWV), der Ring Freiheitlicher Wirtschaftstreibender (RFW) und die Grüne Wirtschaft sowie die Industrieliste der Österreichischen Industriellenvereinigung. Das Mandat der Funktionäre ist jedoch ohne Bindung an einen Auftrag die gesamte Funktionsperiode ehrenamtlich, unparteiisch und gewissenhaft im Interesse der österreichischen Wirtschaft auszuüben.

#### Wahlsystem
Die Wahlen erfolgen auf Basis des allgemeinen, gleichen und geheimen Verhältniswahlrechts. Die Wahlen in die einzelnen Fachgruppenausschüsse und Fachvertretungen erfolgen direkt durch die Kammermitglieder (sog. Urwahlen). Alle anderen Wahlen  indirekt (durch bereits gewählte Funktionäre).
Im September 2016 wurde der Hotelier Hans-Peter Metzler zum neuen Wirtschaftsbundobmann gewählt.

#### Wahl 2025
Bei den Wirtschaftskammerwahlen in Vorarlberg im März 2025 erreichte die ÖVP dominierte Gemeinschaftsliste (ÖVP und FPÖ) „Vorarlberger Wirtschaft“ 87,10 Prozent der Mandate (702 von 806 Mandate). Die Grüne Wirtschaft erhielt 11,41 Prozent der Mandate (92 Mandate, zuvor 78). Die UNOS verloren zwei Mandate und erhielten 1,24 Prozent der Mandate (zehn Sitze). Der sozialdemokratische Wirtschaftsverband (SWV) erhielt 0,25 Prozent der Mandate (zuvor sieben Mandate, ab 2025 nur noch zwei Mandate). Die Grüne Wirtschaft äußert in einem Artikel: Von auffrisierten Zahlen beim WK-Wahlergebnis Zweifel an den offiziell veröffentlichten Prozentzahlen.
Es wurden nur in 40 der 91 Fachgruppen tatsächlich Wahlen abgehalten, weil sich mehrere Personen zur Wahl stellten. In 51 Fachgruppen (rund 56 %) wurde nur ein einziger Wahlvorschlag eingereicht, weswegen keine Wahlmöglichkeit für die Wirtschaftskammermitglieder bestand. Mehr als 4/5 (84,28 %) der wahlberechtigten Wirtschaftskammermitglieder in Vorarlberg blieben der Wahl – trotz der Möglichkeit der Briefwahl – fern, was einen historischen Tiefstand darstellt (österreichweit lag die Wahlbeteiligung bei 28 %).
Wirtschaftsbund-Geschäftsführer Christoph Thoma (ÖVP) sieht das Wahlergebnis als Bestätigung des bisherigen Kurses, weil die „Vorarlberger Wirtschaft“ in nahezu allen gewählten Fachgruppen die Mehrheit erreicht habe. Christoph Hiebl von der „Grünen Wirtschaft“ hingegen sieht einen dringenden Reformbedarf. Das Wahlergebnis und die geringe Teilnahme an der Wahl zeige das mangelnde Vertrauen der Unternehmer in die Kammerstruktur. SWV-Präsident Christoph Matznetter sieht österreichweit für die Wirtschaftskammerwahl ein massives Legitimitätsproblem. Eine Reform des Wahlsystems sei dringend überfällig.

### Organe
Organe der WKV, wie aller anderen Landeskammern, sind (§ 21 WKG):
1. der Präsident,
2. das Präsidium,
3. das Erweiterte Präsidium,
4. das Wirtschaftsparlament

sowie in jeder Sparte
1. der Spartenobmann,
2. das Spartenpräsidium und
3. die Spartenkonferenz.

Die Funktionären werden von den Kammerangestellten unterstützt. Diese Kammerangestellten werden von einem Direktor geleitet. Die Mitarbeiter der Kammer bereiten die Entscheidungen der Organe vor und setzen deren Beschlüsse um. Der Dienstgeber für das gesamte Personal ist die Wirtschaftskammer Österreich (WKÖ).

#### Präsidenten der WKV seit 1946
- Josef Anton Ammann (8. Februar 1946 – 10. Juli 1950)
- Hans Ganahl (10. Juli 1950 – 14. Juni 1965)
- Richard Gassner (14. Juni 1965 – 16. Juni 1975)
- Guntram Hämmerle (16. Juni 1975 – 24. Juni 1985)
- Josef Bertsch (24. Juni 1985 – 13. Juni 1995)
- Kuno Riedmann (13. Juni 1995 – 11. Dezember 2008)
- Manfred Rein (11. Dezember 2008 – April 2016)
- Hans-Peter Metzler (seit 22. November 2016)[32]

Im November 2024 wurde Karlheinz Kopf als Nachfolger von Wilfried Hopfner als  Präsident der Wirtschaftskammer Vorarlberg ab dem Jahreswechsel 2024/25 nominiert.

### Finanzierung
Die WKV kann sich, wie die anderen Landeskammern, durch Kammerumlagen (Kammerumlage 1 und 2), Grundumlagen, Sondergrundumlagen und Gebühren für Sonderleistungen (§ 121 ff WKG) finanzieren, wobei die Verwendung der Mittel (Gebarung) nach den Grundsätzen der Sparsamkeit, Wirtschaftlichkeit und Zweckmäßigkeit zu erfolgen hat (§ 131 WKG).
Die Gebarungskontrolle erfolgt bei der WKV, wie bei den anderen Körperschaften und Rechtsträgern nach dem WKG, durch einen, bei der Bundeskammer eingerichteten, Kontrollausschuss (§ 135 Abs. 1 WKG). Zusätzlich kann zur Beratung bei jeder Landeskammer ein Finanzausschuss eingerichtet werden, dessen Mitglieder vom Erweiterten Präsidium der jeweiligen Landeskammer bestellt werden.
Die Wirtschaftskammerorganisationen unterliegen der Kontrolle durch den Rechnungshof.

### Aufsicht
Die Vorarlberger Wirtschaftskammer und die Fachorganisationen werden, wie bei den anderen Landeskammern, vom Bundesminister für Wirtschaft und Arbeit beaufsichtigt (§ 136 Abs. 1 WKG).